# Etilén-oxid
Az etilén-oxid (összegképlete: C2H4O) egy szerves vegyület, egy gyűrűs éter. Heterociklusos vegyület, háromtagú, oxigéntartalmú gyűrűt tartalmaz. Az epoxidok legegyszerűbb képviselője. Színtelen vegyület, szobahőmérsékleten gáz halmazállapotú. Édeskés, éteres szaga van. Oldódik vízben és számos más oldószerben. Legnagyobb mennyiségben etilénglikol előállítására használják, de gyártanak belőle más vegyületeket is. Főként etilénből állítják elő közvetlen oxidációval.

## Kémiai tulajdonságai
Az etilén-oxid molekulája háromtagú gyűrűt tartalmaz. A gyűrű feszülése folytán a reakciókészsége nagy, maga a gyűrű könnyen felnyílik. Vízben oldva lassan hidrolizál, etilénglikollá alakul. Ha alkoholokkal reagál, az etilénglikol éterei keletkeznek (például metanol hatására monometil-éterré). Ammónia hatására etanol-amin képződik.

## Előállítása
Az etilén-oxidot ma már szinte kizárólag etilénből gyártják, ezüstkatalizátor jelenlétében oxigénnel végzett oxidációval. Ez a reakció 250–300 °C körüli hőmérsékleten és 1–2 MPa nyomáson megy végbe.
{\displaystyle \mathrm {H_{2}C{=}CH_{2}+{\tfrac {1}{2}}O_{2}\longrightarrow C_{2}H_{4}O} }
Előállítható etilénből hipoklórossav addíciójával is. Az ekkor keletkező köztes termék (etilén-klórhidrin) ha lúgokkal reagál, etilén-oxiddá alakul:
{\displaystyle \mathrm {H_{2}C{=}CH_{2}+HOCl\longrightarrow HO{-}CH_{2}{-}CH_{2}{-}Cl} }
{\displaystyle \mathrm {HO{-}CH_{2}{-}CH_{2}{-}Cl+Ca(OH)_{2}\longrightarrow 2\ C_{2}H_{4}O+CaCl_{2}+2\ H_{2}O} }

## Felhasználása
Az etilén-oxidot a legnagyobb mennyiségben etilénglikol előállítására használják. Emellett gyártanak belőle etilénglikol-étereket (ezeket oldószerként alkalmazzák), etanolamint és számos más jelentős vegyületet. Növényvédő szerként, kártevők irtására is felhasználható, bár ennek határt szab, hogy gáz halmazállapotú, csak zárt térben alkalmazható. Korábban műtéteknél sterilizálásra is használták, de mérgező hatása miatt áttértek az ózon használatára. Kémiai reaktivitása miatt erős sejtméreg is, ezen alapszik baktericid, fertőtlenítő hatása. Hővel nem sterilizálható orvosi eszközök, ruházat stb. sterilizálására használható.